# Łącko
Łącko è un comune rurale polacco del distretto di Nowy Sącz, nel voivodato della Piccola Polonia.
Ricopre una superficie di 132,95 km² e nel 2004 contava 14.709 abitanti.